# Orthostigma pumilum
Orthostigma pumilum är en stekelart som först beskrevs av Christian Gottfried Daniel Nees von Esenbeck 1834.  Orthostigma pumilum ingår i släktet Orthostigma och familjen bracksteklar. Arten är reproducerande i Sverige. Utöver nominatformen finns också underarten O. p. brunnipes.